# Preghiera d'abbandono
La Preghiera d'abbandono è un'orazione che è stata composta traendo ispirazione dalla spiritualità di Charles de Foucauld, che emerge principalmente dai suoi scritti.
Questa preghiera è considerata quella che più rappresenta il suo senso spirituale perché esprime soprattutto la sua fiducia in Dio Padre, a imitazione di Gesù sulla croce.

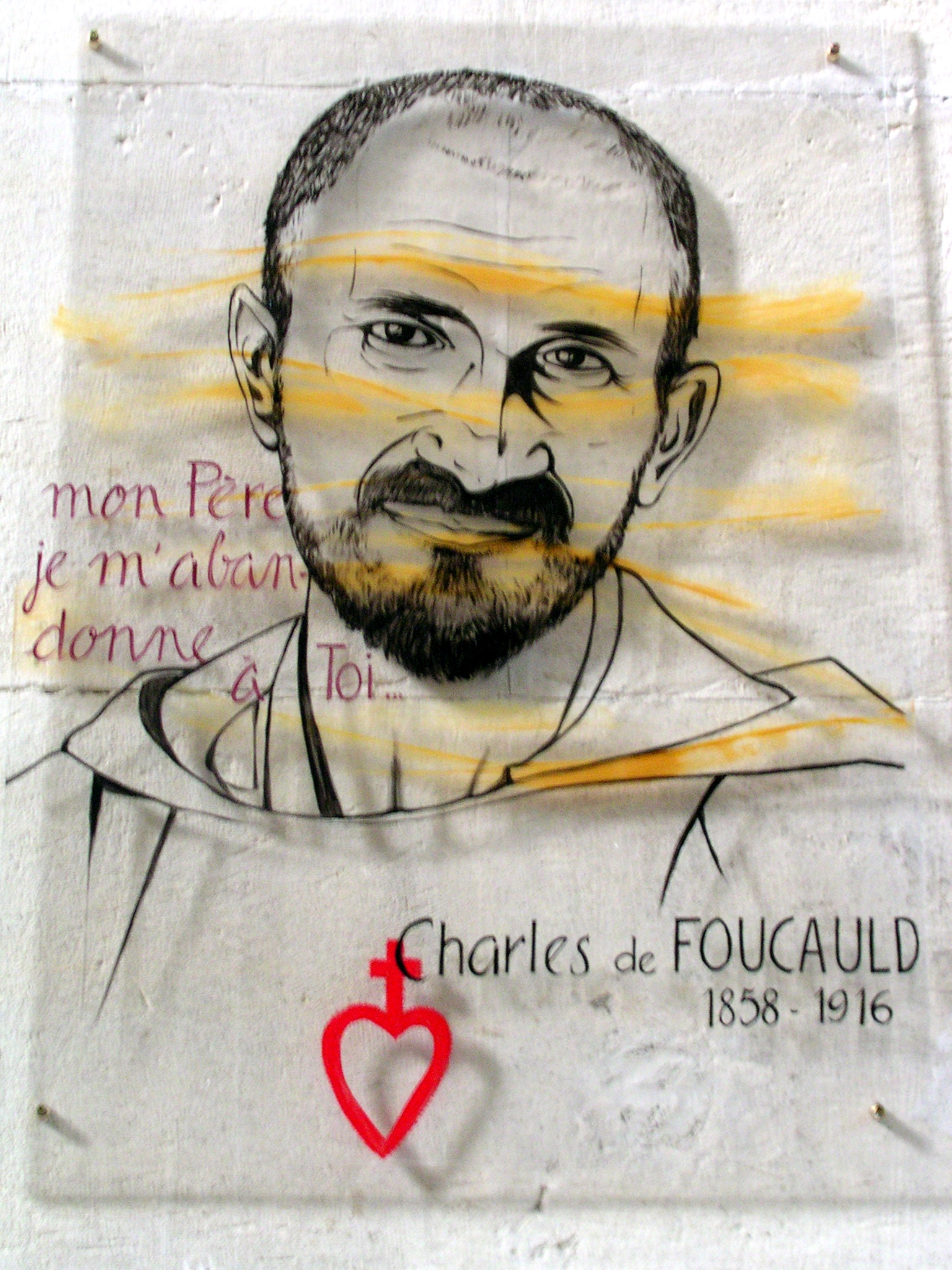
Il volto di Charles de Foucauld, rappresentato con le parole iniziali della «Preghiera d'abbandono»: «Mon Père, je m'abandonne à toi».

## Storia
Originariamente la preghiera d'abbandono non nacque come una vera e propria orazione, ma come una delle Méditations sur l'Évangile au sujet des principales vertus ("Meditazioni sul Vangelo sulle principali virtù") che Charles de Foucauld stava componendo mentre si trovava in Siria e che scrisse all'incirca nel 1896 o comunque prima del 23 gennaio 1897.
Esistono infatti 2 manoscritti autografi che contengono questa preghiera. Uno di questi è datato al 23 gennaio 1897 ed è stato scritto a Roma, mentre l'altro, che sembrerebbe più anteriore del primo, è stato scritto molto probabilmente nel 1896, quando Charles de Foucauld terminò la sua permanenza nella trappa di Cheikhlé, nei pressi di Akbès, all'epoca sotto il dominio dell'Impero ottomano e che oggi si trova nell'attuale Siria.
In particolare egli compose la sua meditazione, a partire da un passo del Vangelo di Luca che inizia dal versetto 34 del capitolo 23 con le parole «Padre, perdona loro» e che termina con il versetto 46 in cui è scritto: «Padre, nelle tue mani consegno il mio spirito».
Queste ultime parole, presenti nel Vangelo e che pronunciò Gesù prima di morire, sono l'oggetto principale della sua riflessione.
Commentando questa ultima parte de Foucauld scrisse: «Questa è l’ultima preghiera del nostro Maestro, del nostro Beneamato [...] Che possa essere la nostra... E che sia quella non solo del nostro ultimo istante, ma di tutti i nostri momenti.»

## Preghiera
| Testo originale | Traduzione in italiano |
| --- | --- |
| Mon Père, Je m'abandonne à toi, fais de moi ce qu'il te plaira. Quoi que tu fasses de moi, je te remercie. Je suis prêt à tout, j'accepte tout, Pourvu que ta volonté se fasse en moi, en toutes tes créatures, je ne désire rien d'autre, mon Dieu. Je remets mon âme entre tes mains. Je te la donne, mon Dieu, avec tout l'amour de mon cœur, parce que je t'aime, et que ce m'est un besoin d'amour de me donner, de me remettre entre tes mains sans mesure, avec une infinie confiance car tu es mon Père. | Padre mio, io mi abbandono a te, fa di me ciò che ti piace. Qualunque cosa tu faccia di me, Ti ringrazio. Sono pronto a tutto, accetto tutto. La tua volontà si compia in me, in tutte le tue creature. Non desidero altro, mio Dio. Affido l'anima mia alle tue mani. Te la dono mio Dio, con tutto l'amore del mio cuore, perché ti amo, ed è un bisogno del mio amore di donarmi, di pormi nelle tue mani senza riserve con infinita fiducia, perché Tu sei mio Padre. |

## Cultura di massa
- Il cantante Franco Battiato amava recitare questa preghiera ogni mattina, come ricorderà il suo amico parroco dopo la sua morte.[2]
- Il 14 settembre 2008, papa Benedetto XVI terminò una sua meditazione con questa preghiera durante la sua visita a Lourdes[3].